# Sphaerocinidae
De Sphaerocinidae zijn een familie van uitgestorven weekdieren uit de klasse van de Gastropoda (slakken).

## Geslachten
- Hameconia A. W. Janssen, 2008 †
- Sphaerocina P. Jung, 1971 †